# Florian Ambru
Florian Ambru (* 1928) ist ein ehemaliger rumänischer Fußballspieler und -trainer. Er bestritt 107 Partien in der höchsten rumänischen Fußballliga, der Divizia A.

## Karriere als Spieler
Ambru begann seine Karriere nach dem Ende des Zweiten Weltkrieges bei Ciocanul Bukarest in der höchsten rumänischen Spielklasse, der Divizia A. Dort bestritt er am 8. September 1946 seine erste Begegnung. Als Ciocanul im Mai 1948 mit Unirea Tricolor Bukarest zu Dinamo Bukarest fusionierte, kam Ambru in die erste Mannschaft. Während seiner Zeit bei Dinamo konnte er in den Jahren 1951, 1952 und 1953 die Vizemeisterschaft erringen, wobei er jeweils nicht regelmäßig zum Einsatz kam. Zu Beginn der Saison 1954 wechselte Ambru in die Divizia B zu Dinamo Bacău und beendete nach der Saison im Alter von 26 Jahren seine Karriere.

## Nationalmannschaft
Ambru wurde für ein Spiel in die rumänische Fußballnationalmannschaft berufen, das er am 8. Mai 1950 gegen Albanien bestritt.

## Karriere als Trainer
In der Saison 1956 betreute Ambru seinen ehemaligen Klub Dinamo Bacău als Cheftrainer in der Divizia A. Der damalige Aufsteiger musste am Saisonende als Tabellenletzter absteigen.

## Erfolge
- Rumänischer Vizemeister: 1951, 1952, 1953